# Marius Șumudică
Marius Ninel Șumudică (Bucarest, 4 marzo 1971) è un allenatore di calcio ed ex calciatore rumeno, di ruolo attaccante.

## Palmarès

### Giocatore

#### Competizioni nazionali
- Campionato rumeno: 1

Rapid Bucarest: 1998-1999
- Coppa di Romania: 2

Rapid Bucarest: 1997-1998, 2001-2002

### Allenatore

#### Competizioni nazionali
- Campionato rumeno: 1

Astra Giurgiu: 2015-2016
- Supercoppa di Romania: 1

Astra Giurgiu: 2016